# 卡森國際控股
卡森國際控股有限公司 (港交所：0496)是一家在香港交易所上市的浙江民營工業皮革公司。主要業務是從事家具皮革、軟體家具和汽車革研究、生產與銷售。公司在開曼群島註冊，主席兼首席執行官為朱張金。
2005年10月20日，卡森國際控股在香港交易所主板上市，是浙江卡森實業有限公司的主要控股公司。

## 歷史
- 1995年6月12日，朱張金先生在浙江省海寧市創立從事豬皮、牛皮和羊皮革產品的浙江卡森實業有限公司。
- 2000年，開始實現牛皮家具革的深加工，出口牛皮沙發套。
- 2001年，開始生產皮革軟體家具。
- 2003年，開始生產汽車革；引入美國華平投資集團作為戰略投資者，成為公司第二大股東。
- 2004年，開始生產布藝沙發；投資設立大型沙發製造基地-高點沙發工業園。
- 2005年10月20日，在香港交易所主板上市。
- 2005年12月，與日本美如可思株式會社建立合資企業，開始生產鞋面。

註：摘自卡森官方網站(kasen.com.cn)。

## 相關連結
- 卡森皮革家具 走向異國他鄉

## 外部連結
- 卡森國際控股有限公司官方網址 kasen.com.cn（页面存档备份，存于）